# Куртатоне
Куртато̀не (на италиански: Curtatone, на местен диалект: Curtaton, Кюртатун) е община в Северна Италия, провинция Мантуа, регион Ломбардия. Разположен е на 162 m надморска височина. Населението на общината е 14 930 души (към 2014 г.).
Административен център на общината е град Монтанара (Montanara).